# عادل المسلم
عادل المسلم (30 يوليو 1970 -)، منتج وممثل ومخرج مسرحي وتلفزيوني وكاتب ومصمم ومنفذ للمعارض كويتي. وهو شقيق الممثل عبد العزيز المسلم.
حصل على الدكتوراة الفخرية في مجال الفنون والإعلام من قبل إحدى جامعات لندن عاصمة بريطانيا. (2013)

## أعماله

### تمثيل
- هالو بانكوك (1986)
- عاصفة الصحراء (1991)
- فري كويت (1991) (لم يتم تصويرها)
- خمسة وخميسة (1995)
- الرجل الذئب (2002) بدلا من سعود الشويعي
- صفارة إنذار (2003)
- صرخة الرعب (2004)
- كول يا شباب (2004)
- من حبنا لها (2008)
- فندق الرعب (2009)
- بيت المرحوم (2010)
- الكابوس (2011)
- بين الخيانة والحب (2012)
- عاشقة الجن (2013)
- هاجر (2014)
- زومبي (2015)
- صرخة الأشباح (2015)

### تأليف
- هالو كايرو (1994)
- أشباح أم علي (2007)
- فندق الرعب (2009)
- بيت المرحوم (2010)
- أشباح أم علي 2 (2011)

### إخراج وانتاج
- أشباح أم علي (2007)
- فندق الرعب (2009)
- بيت المرحوم (2010)
- أشباح أم علي 2 (2011)
- الكابوس (2011)
- عاشقة الجن (2013)
- الدمية القاتلة (2013)

## قضية المخدرات
في تاريخ 15 أكتوبر 2016، أعلنت وزارة الداخلية الكويتية في بيان بإنها ألقت القبض على عادل المسلم و شريكه العراقي بتهمة الإتجار في المخدرات بمادة الكيميكال. وأضافت وزارة الداخلية بأن المتهم اعترف بأن لديه مكتبًا يحوي معملًا لخلط وتعبئة مادة “الكيميكال” ومن ثم ترويجها داخل البلاد.

## روابط خارجية
- عادل المسلم على موقع قاعدة بيانات الأفلام العربية